# Allotinus
Allotinus är ett släkte av fjärilar. Allotinus ingår i familjen juvelvingar.

## Bildgalleri

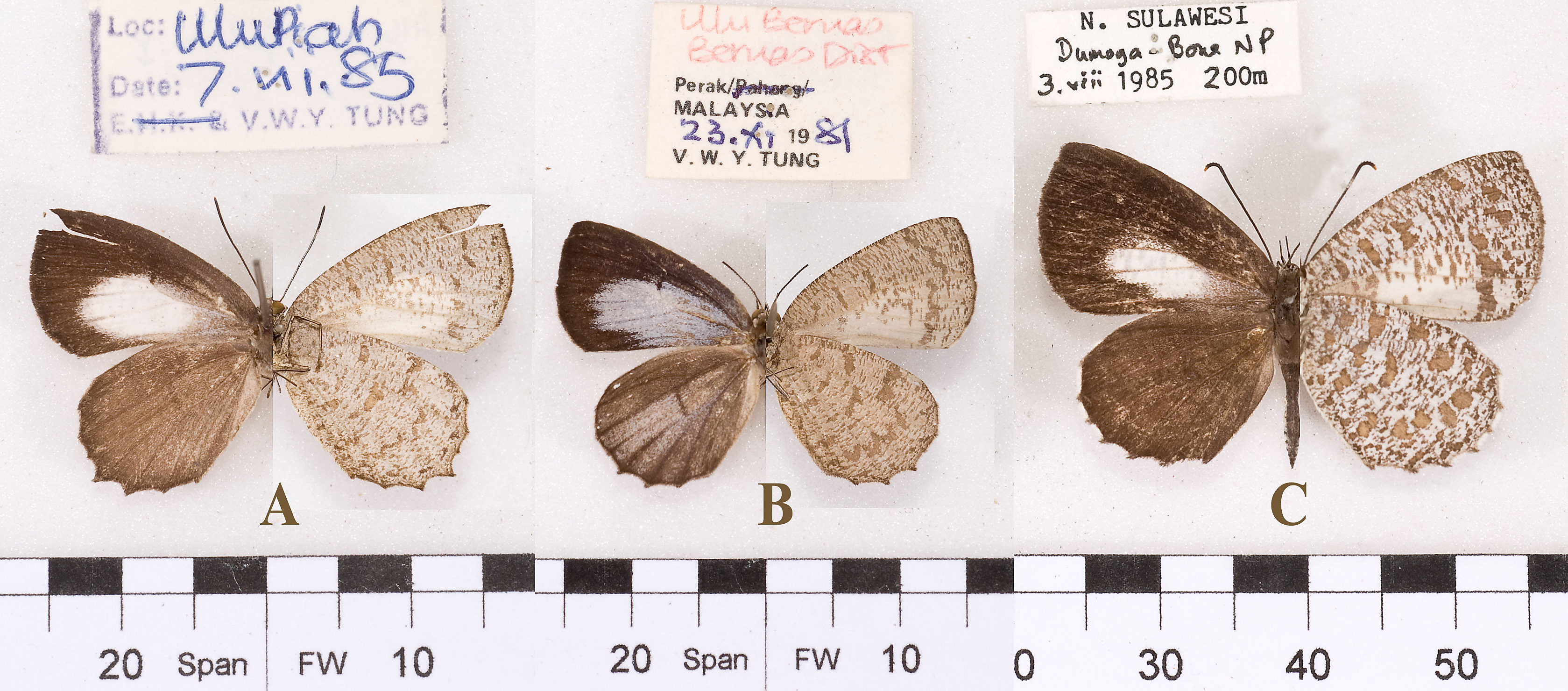
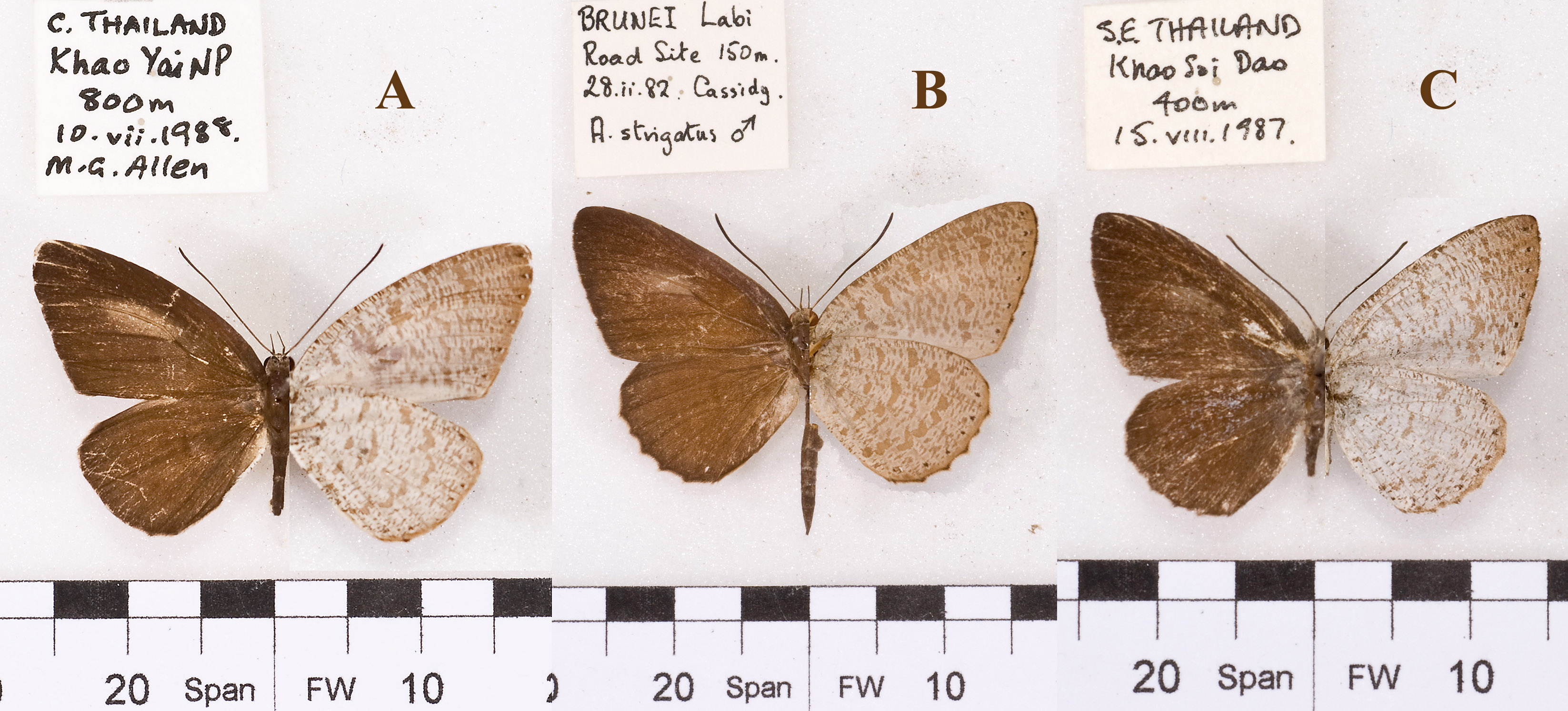
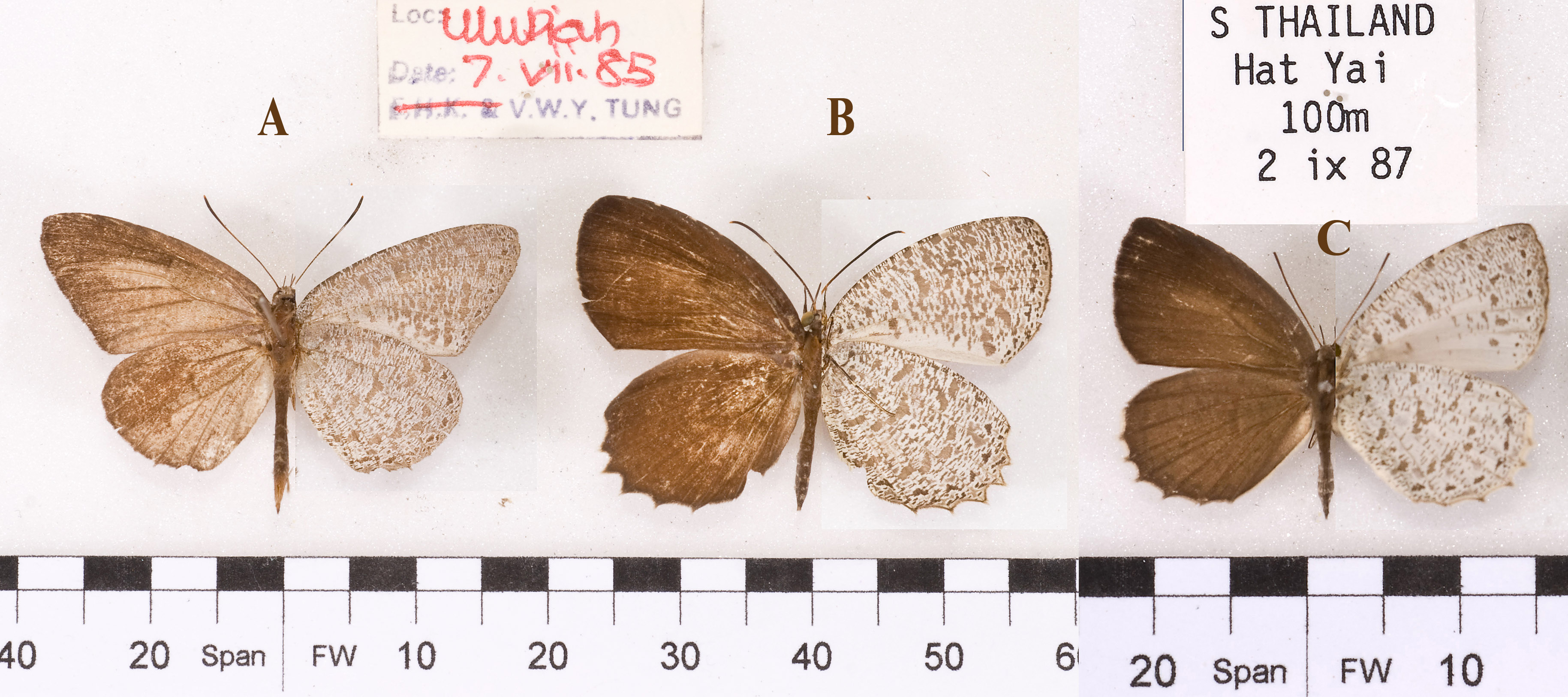
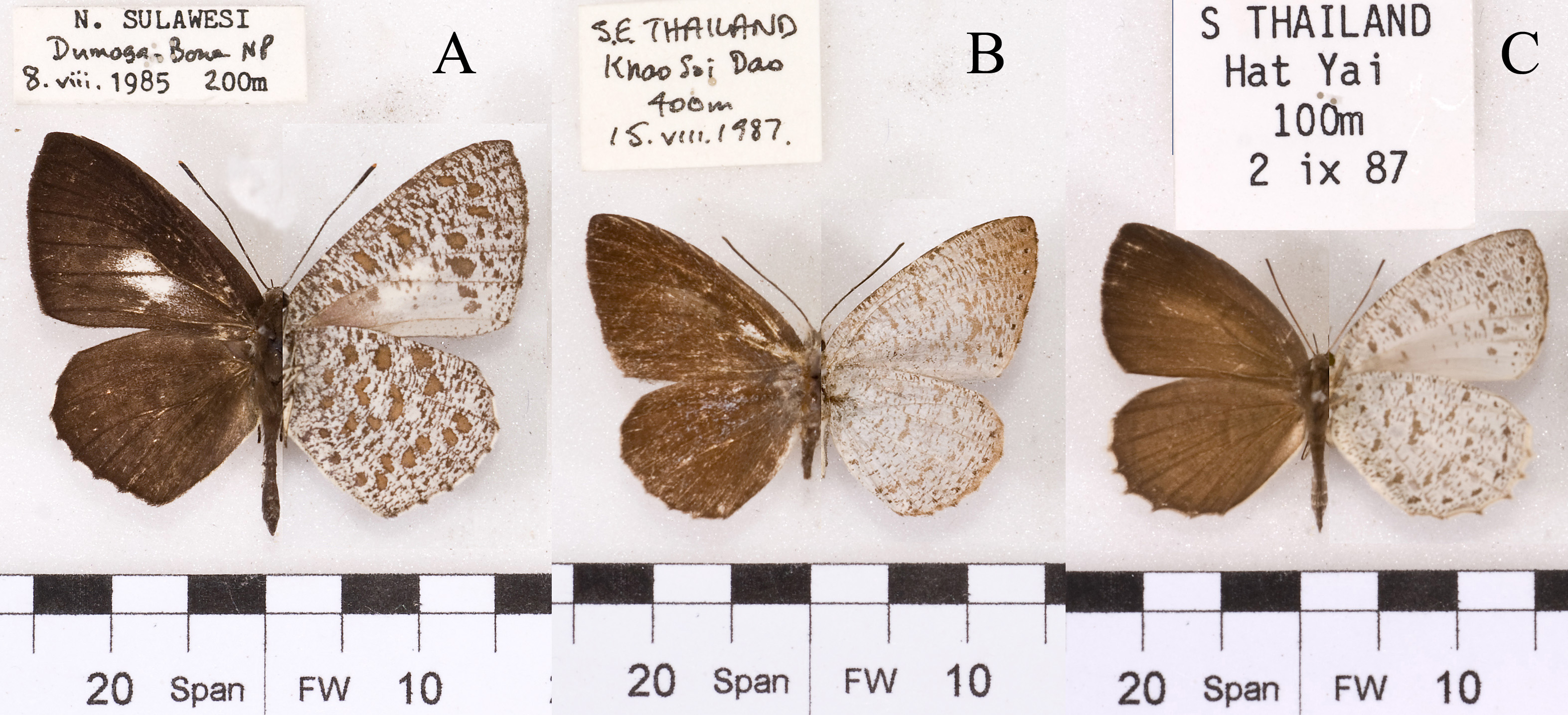

## Dottertaxa tillAllotinus, i alfabetisk ordning[1]
- Allotinus absens
- Allotinus acassarensis
- Allotinus albatus
- Allotinus alkamah
- Allotinus anaxandridas
- Allotinus ancius
- Allotinus aphacus
- Allotinus aphocha
- Allotinus aphthonius
- Allotinus apus
- Allotinus arrius
- Allotinus artinus
- Allotinus atacinus
- Allotinus attacinus
- Allotinus audax
- Allotinus bajanus
- Allotinus ballantinei
- Allotinus battakanus
- Allotinus battavanus
- Allotinus batuensis
- Allotinus borneensis
- Allotinus caesemius
- Allotinus caudatus
- Allotinus continentalis
- Allotinus corbeti
- Allotinus damodar
- Allotinus davidis
- Allotinus denalus
- Allotinus depictus
- Allotinus dilutus
- Allotinus dositheus
- Allotinus dotion
- Allotinus elioti
- Allotinus enatheus
- Allotinus enganicus
- Allotinus eretria
- Allotinus eryximachus
- Allotinus eupalion
- Allotinus eurytanus
- Allotinus fabius
- Allotinus fallax
- Allotinus felderi
- Allotinus fruhstorferi
- Allotinus georgius
- Allotinus infumata
- Allotinus intricata
- Allotinus kalawarus
- Allotinus kallikrates
- Allotinus leitus
- Allotinus lenaia
- Allotinus leogoron
- Allotinus lindus
- Allotinus luzonensis
- Allotinus macassarensis
- Allotinus magaris
- Allotinus maitus
- Allotinus major
- Allotinus malayanus
- Allotinus mallikrates
- Allotinus manychus
- Allotinus martinus
- Allotinus maximus
- Allotinus melos
- Allotinus menadensis
- Allotinus mendava
- Allotinus mendax
- Allotinus michaelis
- Allotinus mirus
- Allotinus molionides
- Allotinus moorei
- Allotinus multistrigatus
- Allotinus myriandus
- Allotinus narsares
- Allotinus niceratus
- Allotinus nicholsi
- Allotinus nigritus
- Allotinus nivalis
- Allotinus normani
- Allotinus obscurus
- Allotinus paetus
- Allotinus pamisus
- Allotinus panormis
- Allotinus parapus
- Allotinus plessis
- Allotinus porriginosus
- Allotinus portunus
- Allotinus posidion
- Allotinus punctatus
- Allotinus pyxus
- Allotinus rebilus
- Allotinus rekkia
- Allotinus sabazas
- Allotinus sarastes
- Allotinus sarrastes
- Allotinus sibyllina
- Allotinus silarus
- Allotinus similis
- Allotinus strigatus
- Allotinus substrigosa
- Allotinus subviolaceus
- Allotinus suka
- Allotinus talu
- Allotinus taras
- Allotinus tymphrestus
- Allotinus unicolor
- Allotinus vadosus
- Allotinus waterstradti
- Allotinus yusukei
- Allotinus zaradrus
- Allotinus zitema